# Коронавірусна хвороба 2019 у КНР
Коронавірусна хвороба 2019 у КНР — розповсюдження кронавірусу територією країни.
Поширення інфекції почалося в кінці грудня 2019 року в Ухані (провінція Хубей, центральний Китай).

## Перебіг подій

### 2019—2020
Поширення інфекції розпочалось наприкінці грудня 2019 в Ухані (провінція Хубей). Перші повідомлення про спалахи хвороби з'явилися в Китаї 31 грудня 2019 року, а перші клінічні прояви у хворих виникли раніше — 1 грудня 2019 року. До кінця березня 2020 року КНР оголосила, що пандемію було зупинено, а карантинні заходи було знято.
11 травня міський повіт Шулан зафіксував 11 нових випадків інфікування, це найбільше значення з 11 березня, влада заявила про перехід цього повіту на режим воєнного часу. Станом на цей день влада КНР звітувала про 84.010 хворих, 4.637 летальних викадків та 79.167 одужань. У червні 2020 повідомлено про масове тестування на коронавірус жителів Пекіну.

### 2021
В січні в КНР було оголошено про новий епіцентр зараження коронавірусом, протягом доби було виявлено 118 випадків зараження, кількість заражених стрімко зростає в провінції Цзілінь.
10 липня 2021 року до Нанкіна прибув літак з Росії. Як вважають у Китаї, з тих пір новий штам Дельта почав поширюватися у Китаї. За останні десять днів липня було зареєстровано понад 300 нових випадків захворювання, і кожен день виявляють дедалі більше заражених. Лише 2 серпня було зареєстровано 55 нових випадків, з них 40 у провінції Цзянсу. Влада відстежує контакти хворих. За 10 днів протестували 9,2 млн людей.
У Нанкіні та інших містах знову запровадили жорсткі карантинні обмеження. Жителям цілих кварталів тимчасово забороняють виходити з будинків, якщо там виявили хоча б одного інфікованого. На цей час китайська влада заявляє, що використала 1,6 млрд доз вакцин.

### 2022—2023
11 березня місто Чанчунь провінції Цзилінь було закрито після найвищого одноденного сплеску випадків захворювання з моменту повідомлення про спалах в Ухані.
14 березня зупинилося виробництво заводів Шеньчженю. Призупинили роботу Foxconn і Unimicron Technology Corp (основні постачальники Apple). У Шанхаї закрито школи та громадський транспорт, людям заборонили в'їзд та виїзд із провінції Цзилінь. Станом на середину квітні влада запроваджує повний або частковий карантин щонайменше у 27 містах по всій країні, в яких проживають 165 мільйонів людей.
Поява дуже заразного варіанту Omicron поставило під сумнів стійкість стратегії нульового Covid, оскільки вірус поширюється в різні міста та провінції швидше, ніж уряд намагається його стримати.
В листопаді почалися масові протести проти карантинних заходів, що переросли в антиурядові, протестувальники вимагали відставки керівника КНР Сі Цзіньпіна.
8 січня 2023 року, після трьох років каратнину, влада КНР скасувала всі COVID-обмеження у країні.

## Поширення в провінціяїх

| станом на 8.04.2020 | станом на 8.04.2020                    | станом на 8.04.2020 | станом на 8.04.2020 | станом на 8.04.2020 | станом на 8.04.2020 | станом на 8.04.2020 | станом на 8.04.2020 | станом на 8.04.2020                                                                                         |
| №                   | Адмін. утв. (провінц.)                 | Китай               | Виявлені            | Померші             | Вилікувалися        | Хворі               | Звіт на (UTC)       | Примітки |
| ------------------- | -------------------------------------- | ------------------- | ------------------- | ------------------- | ------------------- | ------------------- | ------------------- | --- |
| 1                   | Хубей                                  | 湖北                | 67 803              | 3213                | 64 142              | 448                 | 08.04.2020 00:37    | Центр зараження                                                                                             |
| 2                   | Гуандун                                | 广东                | 1536                | 8                   | 1411                | 117                 | 08.04.2020 02:01    | |
| 3                   | Хенань                                 | 河南                | 1276                | 22                  | 1252                | 2                   | 06.04.2020 00:42    | |
| 4                   | Чжецзян                                | 浙江                | 1266                | 1                   | 1232                | 33                  | 08.04.2020 02:01    | |
| 5                   | Хунань                                 | 湖南                | 1019                | 4                   | 1014                | 1                   | 02.04.2020 01:30    | |
| 6                   | Аньхой                                 | 安徽                | 990                 | 6                   | 984                 | 0                   | 08.03.2020 05:19    | |
| 7                   | Гонконг                                | 香港                | 960                 | 4                   | 264                 | 692                 | 08.04.2020 09:23    | ОАР КНР. Китай включає Гонконг до своєї статистики                                                          |
| 8                   | Цзянсі                                 | 江西                | 937                 | 1                   | 935                 | 1                   | 30.03.2020 03:15    | |
| 9                   | Шаньдун                                | 山东                | 783                 | 7                   | 755                 | 21                  | 08.04.2020 01:47    | |
| 10                  | Цзянсу                                 | 江苏                | 651                 |                     | 633                 | 18                  | 05.04.2020 01:33    | |
| 11                  | Пекін                                  | 北京                | 588                 | 8                   | 455                 | 125                 | 08.04.2020 01:47    | Столиця КНР                                                                                                 |
| 12                  | Чунцін                                 | 重庆                | 579                 | 6                   | 570                 | 3                   | 29.03.2020 00:14    | |
| 13                  | Хейлунцзян                             | 黑龙江              | 569                 | 13                  | 470                 | 86                  | 08.04.2020 00:48    | Межує з Росією                                                                                              |
| 14                  | Сичуань                                | 四川                | 560                 | 3                   | 541                 | 16                  | 07.04.2020 01:35    | |
| 15                  | Шанхай                                 | 上海                | 543                 | 7                   | 418                 | 118                 | 08.04.2020 05:20    | |
| 16                  | Тайвань                                | 台湾                | 379                 | 5                   | 61                  | 313                 | 08.04.2020 07:57    | Китай вважає Тайвань своєю острівною провінцією і включає в свою статистику, Тайвань вважає себе незалежним |
| 17                  | Фуцзянь                                | 福建                | 351                 | 1                   | 308                 | 42                  | 08.04.2020 12:26    | |
| 18                  | Хебей                                  | 河北                | 327                 | 6                   | 312                 | 9                   | 07.04.2020 00:29    | |
| 19                  | Шаньсі                                 | 陕西                | 256                 | 3                   | 246                 | 7                   | 06.04.2020 01:14    | |
| 20                  | Гуансі-Чжуанський автономний район     | 广西                | 254                 | 2                   | 252                 | 0                   | 02.04.2020 00:16    | Межує з В'єтнамом                                                                                           |
| 21                  | Юньнань                                | 云南                | 184                 | 2                   | 173                 | 9                   | 07.04.2020 00:20    | Межує з Лаосом, В'єтнамом і М'янмою                                                                         |
| 22                  | Тяньцзінь                              | 天津                | 180                 | 3                   | 152                 | 25                  | 08.04.2020 03:06    | |
| 23                  | Хайнань                                | 海南                | 168                 | 6                   | 162                 | 0                   | 24.03.2020 04:19    | Острівна провінція                                                                                          |
| 24                  | Шеньсі                                 | 山西                | 163                 |                     | 134                 | 29                  | 08.04.2020 02:10    | |
| 25                  | Гуанчжоу                               | 贵州                | 146                 | 2                   | 144                 | 0                   | 18.03.2020 01:37    | |
| 26                  | Ляонін                                 | 辽宁                | 144                 | 2                   | 131                 | 11                  | 08.04.2020 00:48    | Межує з Північною Кореєю                                                                                    |
| 27                  | Ганьсу                                 | 甘肃                | 139                 | 2                   | 133                 | 4                   | 08.04.2020 03:06    | Межує з Монголією                                                                                           |
| 28                  | Внутрішня Монголія                     | 内蒙古              | 124                 | 1                   | 74                  | 49                  | 08.04.2020 00:37    | Межує з Монголією і Росією                                                                                  |
| 29                  | Цзілінь                                | 吉林                | 98                  | 1                   | 93                  | 4                   | 08.04.2020 12:24    | Межує з Росією і КНДР                                                                                       |
| 30                  | Сіньцзян-Уйгурський автономний район   | 新疆                | 76                  | 3                   | 73                  | 0                   | 08.03.2020 05:31    | Межує з Монголією, Росією, Казахстаном, Киргизстаном, Таджикистаном, Афганістаном та Індією                 |
| 31                  | Нінся-Хуейський автономний район       | 宁夏                | 75                  |                     | 75                  | 0                   | 16.03.2020 08:47    | |
| 32                  | Макао                                  | 澳门                | 45                  |                     | 10                  | 35                  | 08.04.2020 09:36    | ОАР КНР. Китай включає Макао в свою статистику                                                              |
| 33                  | Цінхай                                 | 青海                | 18                  |                     | 18                  | 0                   | 23.02.2020 11:19    | |
| 34                  | Тибетський автономний район            | 西藏                | 1                   |                     | 1                   | 0                   | 23.02.2020 11:19    | Межує з Індією, Непалом і Бутаном                                                                           |
|                     | Всього (без Гонконгу, Макао і Тайваня) |                     | 81 804              | 3333                | 77 293              | 1178                |                     | |
|                     | Всього                                 |                     | 83 188              | 3342                | 77 628              | 2218                |                     | |

## Інше
11 травня 2020 року поштове відділення КНР випустило дві поштові марки «Разом ми протистоїмо епідемії» (кит.: 众志成城 抗击思思) у поєднанні з великим червоним символом 众.